# John William Noell
John William Noell (* 22. Februar 1816 im Bedford County, Virginia; † 14. März 1863 in Washington, D.C.) war ein US-amerikanischer Politiker. Zwischen 1859 und 1863 vertrat er den Bundesstaat Missouri im US-Repräsentantenhaus.

## Werdegang
John Noell besuchte öffentliche Schulen seiner Heimat. Im Alter von 17 Jahren zog er nach Missouri, wo er sich in der Nähe von Perryville niederließ, um unter anderem im Mühlengeschäft zu arbeiten. Nach einem anschließenden Jurastudium und seiner 1843 erfolgten Zulassung als Rechtsanwalt begann er in Perryville in diesem Beruf zu praktizieren. Zwischen 1841 und 1850 war er auch für die Verwaltung des Bezirksgerichts im Perry County tätig. Gleichzeitig schlug er als Mitglied der Demokratischen Partei eine politische Laufbahn ein. Zwischen 1851 und 1855 gehörte er dem Senat von Missouri an.
Bei den Kongresswahlen des Jahres 1858 wurde er im siebten Wahlbezirk von Missouri in das US-Repräsentantenhaus in Washington, D.C. gewählt, wo er am 4. März 1859 die Nachfolge von Samuel Caruthers antrat. Nach drei Wiederwahlen konnte er bis zu seinem Tod am 14. März 1863 im Kongress verbleiben. Seit dem 4. März 1863 vertrat er für zehn Tage bis zu seinem Tod als Nachfolger von William Augustus Hall den dritten Distrikt seines Staates. Seine Zeit als Kongressabgeordneter war von den Ereignissen im unmittelbaren Vorfeld des Bürgerkrieges und ab 1861 vom Krieg selbst bestimmt. Nach einer Sonderwahl fiel Noells Mandat an den Demokraten John Guier Scott. Noells 1839 geborener Sohn Thomas übernahm nach Scott das gleiche Abgeordnetenmandat im Kongress wie sein Vater und diente zwischen 1867 und 1869 ebenfalls bis zu seinem Tod im US-Repräsentantenhaus.